# يؤيؤ

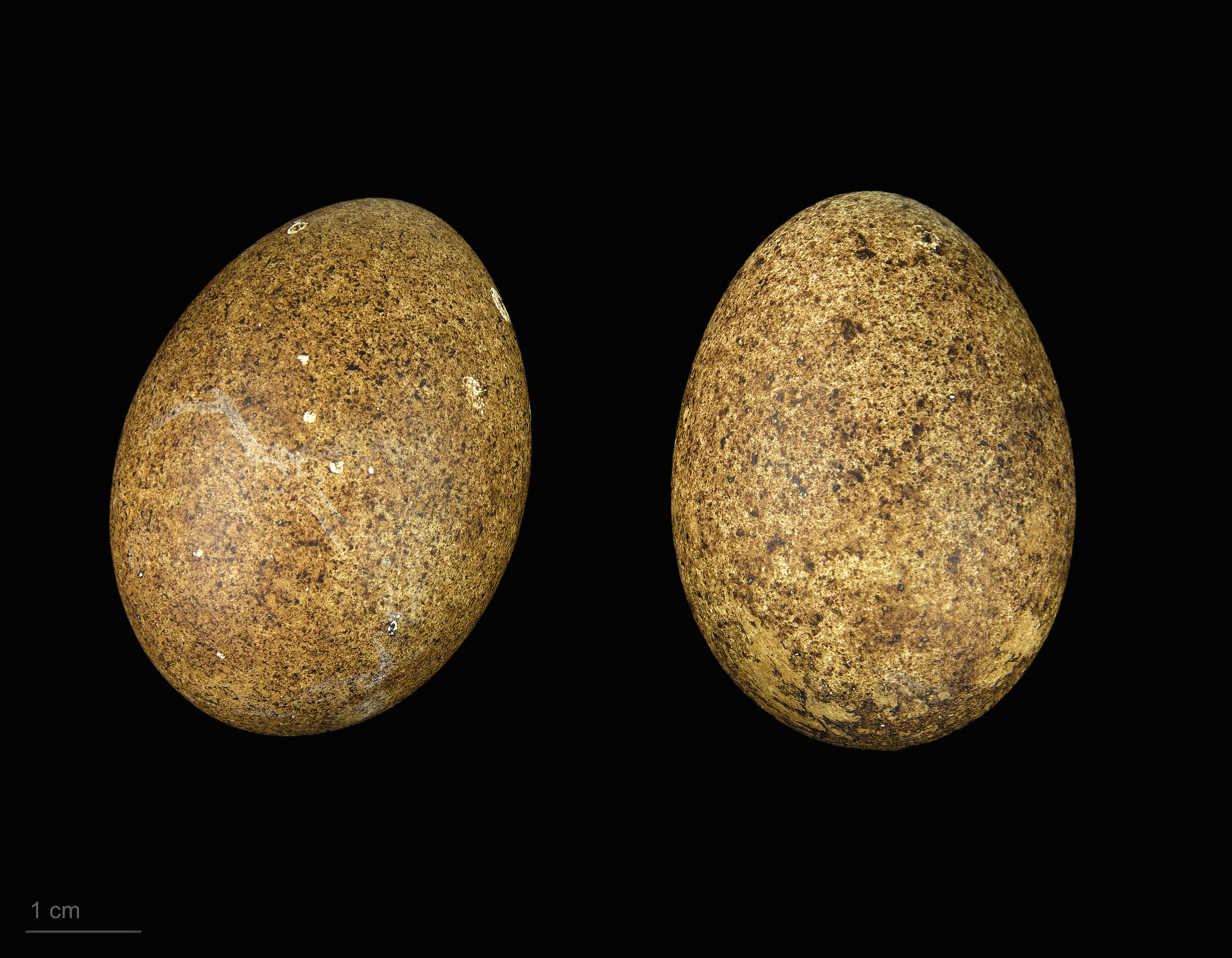
Falco columbarius subaesalon

اليؤيؤ (الاسم العلمي: Falco columbarius) (بالإنجليزية: Merlin)‏ أو بالعامية يوك. هو أحد أنواع الصقور الجارحة جوال القليلة في نصف الكرة الشمالي. يعرف في أمريكا الشمالية بـحمامة هوك، تتكاثر طيور اليؤيؤ في المناطق الشمالية؛ وتهاجر بعضها إلى المناطق الاستوائية وشبه الاستوائية الشمالية في فصل الشتاء.

## أماكن التواجد

### شبه الجزيرة العربية
شوهدت أعداد فردية منها قرب أبوظبي في أغسطس 1989 وفي دبي في نوفمبر 1990 وفي الحمرانية في ديسمبر 1991 وعلى جزيرة أبو الأبيض في فبراير 1992.